# 花炮

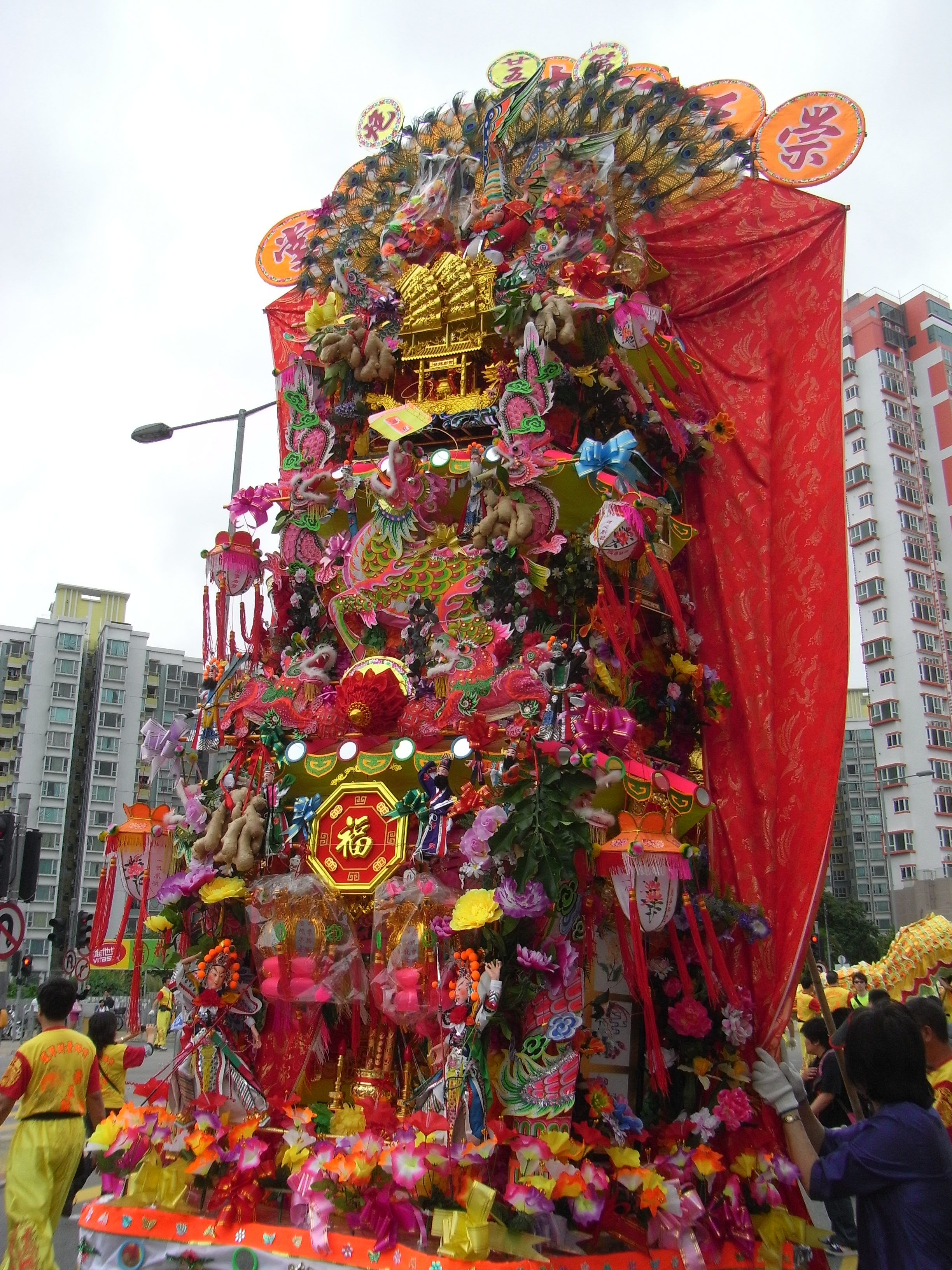
香港天后誕：
元朗十八鄉崇正新村的「花炮」

花炮是烟花和鞭炮的合称，一般為為重要節日或慶祝活動施放用以慶祝的物品。中国的烟花鞭炮的主产地为湖南省浏阳和醴陵，當地每年還會舉辦花炮節的活動。
发明花炮的人是唐朝的李畋，因其出生地是湖南省浏阳市大瑶镇，所以一般认为大瑶镇是花炮的发源地。

## 花炮的生产
截至2020年，中国共有超过51.5万家烟花爆竹相关企业。其中，批发和零售业占比超过96％，制造业的企业数量不到6,000家，占比仅为1.11％。
湖南浏阳、醴陵和江西上栗、万载四地被誉为中国“花炮之乡”。

## 各地花炮
在中國大陸，曾一度以安全理由標止施放花炮，其後再度開放。

## 廣東、福建
廣東、福建一帶，花炮則主要在神誕如天后誕出現，有些地方會有搶花炮的習俗。

## 香港
香港每年到了天后誕，原居民每條鄉村、以及各花炮會都會獻上花炮，拜祭了天后，就會「搶花炮」。奪得第一號花炮是「好意頭」，代表拿到好運氣。後來，由於村民屢屢因為爭奪花炮而打鬥，香港政府禁止「搶花炮」，改為抽籤、擲杯或競投來決定花炮誰屬。現時全香港只有上水河上鄉的洪聖誕保留搶花炮的環節。
早期的花炮由火藥製成，類似炮竹，可以向高處發射。今日的花炮更像神檯，並貢奉著各種祭品。這些花炮祭品拜祭神明，村民競投祭品，期望得神明保祐。